# Neidhartshausen
Neidhartshausen är en ortsteil i kommunen Dermbach i Wartburgkreis i förbundslandet Thüringen i Tyskland. Neidhartshausen var en kommun fram till januari 1 2019 när den uppgick i Dermbach. Kommunen Neidhartshausen hade 347 invånare 2018.